# Eversley Cross
Eversley Cross – wieś w Anglii, w hrabstwie Hampshire, w dystrykcie Hart. Leży 49 km na północny wschód od miasta Winchester i 54 km na zachód od Londynu. W 2015 miejscowość liczyła 564 mieszkańców.